# Andrzej Piątkowski
Andrzej Ryszard Piątkowski (Varsavia, 22 ottobre 1934 – Varsavia, 11 giugno 2010) è stato uno schermidore polacco, vincitore di due medaglie d'argento ed una di bronzo nella scherma ai giochi olimpici.
È morto l'11 giugno 2010 all'età di 75 anni.